# Sporaden

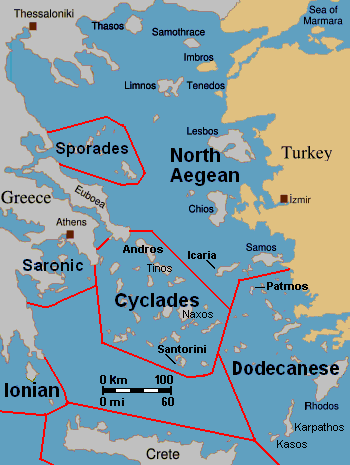
De sporaden (Sporades) in de Egeïsche Zee

De Sporaden (Grieks: Σποράδες, Sporádes) zijn een eilandengroep in de Egeïsche Zee. Ze behoren tot Griekenland. De Sporaden worden onderverdeeld in de Noordelijke Sporaden en de Zuidelijke Sporaden. Met de naam Sporaden wordt echter ook soms alleen de Noordelijke Sporaden bedoeld, omdat de benaming Zuidelijke Sporaden niet vaak wordt gebruikt.
De Noordelijke Sporaden behoren tot het departement Magnesia. De Zuidelijke Sporaden bestaan voor het grootste deel uit vrijwel de gehele Dodekanesos en tevens de eilanden van het noorden daarvan gelegen departement Samos.